# Azharuddin Mallick
Azharuddin Mallick (sinh ngày 11 tháng 7 năm 1997) là một cầu thủ bóng đá người Ấn Độ thi đấu ở vị trí tiền đạo cho Mohun Bagan A.C.
Anh ra mắt tại I-League trước Aizawl F.C.. Anh vào sân từ ghế dự bị.

## Sự nghiệp

### United Sports Club
Azharuddin có màn ra mắt cho United S.C. như một tiền đạo trẻ. Anh thi đấu cho đội U-19 và bộc lộ tài năng khi U-19 của United Sports Club đánh bại U-19 Pune F.C. để vào chung kết IFA shield.

### Mohun Bagan
Anh có màn ra mắt cho Mohun Bagan A.C. tại Calcutta Football League 2015 (còn được biết với tên KFL hay Kolkata Football League). He got his first goal wearing Mohun Bagan's jersey against Kalighat M.S.

## Thống kê sự nghiệp

### Câu lạc bộ
Tính đến 23 tháng 4 năm 2016
| Câu lạc bộ          | Mùa giải            | I-League | I-League  | CFL     | CFL       | AFC     | AFC       | Tổng    | Tổng      |
| Câu lạc bộ          | Mùa giải            | Số trận  | Bàn thắng | Số trận | Bàn thắng | Số trận | Bàn thắng | Số trận | Bàn thắng |
| ------------------- | ------------------- | -------- | --------- | ------- | --------- | ------- | --------- | ------- | --------- |
| United              | 2014-1015           | 0        | 0         | 0       | 0         | 0       | 0         | 0       | 0         |
| Mohun Bagan         | 2015-2016           | 6        | 1         | 5       | 1         | 0       | 0         | 11      | 2         |
| Tổng cộng sự nghiệp | Tổng cộng sự nghiệp | 6        | 1         | 5       | 1         | 0       | 0         | 11      | 2         |